# Čarodějky ze Salemu
Čarodějky ze Salemu (anglicky The Crucible) je drama o čtyřech dějstvích od amerického spisovatele Arthura Millera, vydané roku 1953. Inspirací mu byly proslulé čarodějnické procesy, které probíhaly v 17. stol. v americkém městečku Salem, a při kterých byly obviněny desítky žen z obcování s ďáblem a ďábelskými silami. Tato sociální tragédie se stala Millerovým nejúspěšnějším a nejhranějším dílem, které je do dnes oblíbené i u nás.  
Do češtiny byla tato hra přeložena Milanem Lukešem (Hrdelní pře), Aloysem Skoumalem (Zkouška ohněm) a nejnověji Kateřinou Hilskou (Čarodějky ze Salemu).

## Děj

### Dějství první
V předehře vypravěč nastiňuje stručnou historii massachusettské kolonie Salem a jejích puritánských obyvatel. Spekuluje také, že jejich izolovanost od světa, nedostatek občanských svobod a stability měly za následek události, které dále ve hře rozebírá.  
Zbytek prvního dějství se odehrává v domě ctihodného kněze Samuela Parrise, jehož desetiletá dcera Betty upadla do zvláštního stavu nehybnosti, poté, co ji našel s dalšími dívkami a barbadoskou otrokyní Titubou, jak tančí nahé v lese a účastní se jakéhosi pohanského rituálu. Mezitím vyslýchá svou neteř Abigail Williamsovou, které se také účastnila oné události. Abigail však popírá, že by se s ostatními dívkami zabývaly čarodějnictvím a tvrdí, že pouze tančily. Vesnicí začnou kolovat zvěsti o čarodějnictví a Parris dostane strach, že tato událost zapříčiní jeho odvolání z funkce. Na naléhání obyvatel, především vlivného a bohatého Thomase Puthama a jeho manželky Anny, která přišla o všechny děti a její jediná dcera také záhadně onemocněla, prozradí, že k vyšetřování přizval kněze Johna Halea, odborníka na čarodějnictví a démonologii. Po tomto prohlášení odchází i s ostatními promluvit k lidem.  
Dívky, které se incidentu zúčastnily, se k Abigail a Betty, která se krátce probudí, chvíli blouzní a opět omdlí, připojí a Abigail je přinutí, aby se držely historky, že pouze tančily, ačkoliv se snažily přivolat kletbu na ženu místního farmáře Johna Proctora. 
John Proctor se také přichází podívat na nemocnou Betty a konfrontuje o samotě Abigail, která bývala služkou v jeho domě. Dozvídáme se, že s ní měl milostný poměr a Abigail ho nejspíš stále miluje a vtírá se mu. Tvrdí mu také, že žádný čarodějnický rituál neprováděly. Zatímco se hádají, z pokoje pod nimi zní žalm a Betty se vzpřímí a začne křičet, načež se do místnosti vrací Parris a manželé Puthamovi a přichází také vážená místní žena Rebeka Nurseová a starý farmář Giles Corey. Vesničané, kteří hádku neslyšeli, se domnívají, že křik Betty způsobil zpěv žalmu. Vycházejí najevo spory mezi jednotlivými osobami, které podporují již dost dramatickou situaci. 
Do místnosti konečně přichází expert na čarodějnictví kněz Hale a začíná s vyšetřováním. Vyslechne Parrise, Abigail a také otrokyni Titubu, kterou Abigail ze strachu z odhalení obviní, že ji nutila pít krev. Tituba se pod tlakem výslechu zhroutí a lživě tvrdí, že ji očaroval ďábel. Obviní také další dvě ženy z čarodějnictví, načež Abigail vycítí možnost dostat se z průšvihu a začne se divoce kroutit a obviní tyto ženy a další z čarodějnictví. Betty opakuje pohyby i slova po Abigail a obviňuje další. Hale tomuto nadpřirozenému úkazu uvěří a nechá pozatýkat všechny jmenované, přičemž nechává povolat soudce k tomuto případu. 

### Dějství druhé
Děj druhého dějství se odehrává v domě Johna Proctora a jeho ženy Elizabeth, kteří stále prochází manželskými problémy po aféře Johna s Abigail. Manželé hovoří o tom, že téměř 40 lidí již bylo zatčeno na základě obvinění Abigail a dalších dívek. Abigail se však Johnovi doznala, když byli o samotě, že k žádnému čarodějnictví nedošlo, což ale Elizabeth rozmrzí, neboť nechce, aby se John s Abigail stále stýkal. 
Do domu vstupuje Mary Warrenová, služka Proctorových, která byla svědčit u soudu. Předá Elizabeth panenku, kterou během soudního líčení ušila. Mary manželům vypráví, kolik bylo již zatčeno a odsouzeno údajných čarodějnic. John Proctor se na Mary rozčílí a vyhrožuje jí za to, že neplní své povinnosti. Ona se však hájí tím, že teď má důležitou funkci u soudu, a navíc se přimluvila za Elizabeth, jejíž jméno také u soudu padlo. Nechce říct, kdo byl žalobcem, ale Elizabeth tuší, že to je pomsta Abigail, která se chce Elizabeth zbavit, aby zaujala její místo manželky Johna Proctora. 
Do Proctorovic domu dorazí také kněz Hale, který vyslýchá všechny obviněné, včetně Elizabeth. Je skeptický ohledně oddanosti manželů ke křesťanství, ale vyjde najevo, že John Proctor nenávidí Parrise a nechce ho uznávat jako místního kněze. Proctor také vyjeví Haleovi, že dívky u soudu pouze předstírají. Hale opáčí, že se obvinění přiznali. Proctor však argumentuje, že pokud by se nepřiznali, pověsili by je, což knězem trochu otřese a začne být vůči procesu podezíravý. 
Náhle do domu vstoupí Giles Corey a Francis Nurse a oznámí Proctorovým, že jejich ženy byly zatčeny za čarodějnictví. Brzy po nich dorazí oddíl vedený šerifem se zatykačem na Elizabeth. V domě najdou panenku, kterou měla údajně Elizabeth použít k mučení Abigail, která toho dne fingovala záchvat vyvolaný bodnutím. V panence najdou zapíchnutou jehlu a není tedy pochyb, že je Elizabeth vina. Proctor nechá přivést Mary, aby dosvědčila, že panenku vyráběla ona, ale ani to šerifa nepřesdvědčí. Proctor proto v záchvatu vzteku roztrhá zatykač a vyhrožuje ostatním zbraní. Elizabeth nakonec Johna uklidní a vzdá se. Poté, co je odvedena, John agresivně naléhá na Mary, aby šla dosvědčit k soudu Elizabethinu nevinu. Ta však protestuje. Je si vědoma aféry Proctora a Abigail a varuje ho, že je Abigail ochotna ji odhalit. John se však rozhodne Elizabeth zachránit, ať to stojí cokoliv. 

### Dějství třetí
Děj třetího dějství se odehrává o měsíc později u soudu v Salemu, kde se zrovna odehrává proces s manželkou Gilese Coreyho. Ten společně s Francisem, jehož manželka  Rebeka je také souzena, přeruší jednání a dožadují se, aby byli vyslechnuti. Jsou ale vyhozeni a znovu se sejdou ve vedlejší místnosti, kam přichází John Proctor s Mary Warrenovou, aby odhalil lži dívek. Informují o tom místoguvernéra Danfortha a soudce Hathorna. Danforth se snaží Johna přesvědčit, aby obvinění stáhl, mimo jiné ho informuje, že je jeho žena Elizabeth těhotná. Proctor se však nevzdá a předkládá výpověď podepsanou devadesáti jedna místními obyvateli, která potvrzuje bezúhonnost Elizabeth, Rebeky Nurseové i Marthy Coreyové. Soud tuto výpověď odmítne přijmout a nařídí, aby byli všichni podepsaní zatčeni a vyslechnuti. Starý Giles Corey, který se pokusil předložit vlastní výpověď, je následně také zatčen a je vyhlášeno zasedání soudu. 
John Proctor předloží výpověď Mary, ve které prohlašuje, že ji ke lži přinutila Abigail. Ta ale toto obvinění popírá a stojí si za svým příběhem. Danforth vyzve Mary, aby jim ukázala, jak přesně předstírala posedlost, ale není toho schopná. Proctor se snaží situaci zachránit a vypoví, že Abigail a ostatní dívky v osudnou noc tančily nahé a Parris je přistihl. V tu chvíli začne Abigail blouznit a předstírat, že ji mučí Maryin démon. To už Proctor nevydrží, nazve Abigail děvkou a následně se přizná k poměru, který s ní udržoval. Danforth nechá přivést Elizabeth, aby poměr svého manžela potvrdila, ale ta nechce zdiskreditovat svého muže a raději nic neprozradí. Proto Danforth toto svědectví zamítne. 
V soudní síni zavládne chaos, protože k Abigail a jejímu blouznění se přidávají další dívky, které také předstírají, že na ně útočí Maryin duch. Mary tento tlak ze všech stran nevydrží, odvolá všechna svá obvinění proti dívkám a obviní Johna Proctora, že ji poštval proti ostatním dívkám a sídlí v něm ďábel. John v absolutním zoufalství prohlásí "Bůh je mrtvý" a je zatčen. 

### Dějství čtvrté
Děj čtvrtého dějství se odehrává o pár měsíců později na podzim v místní věznici, brzy ráno. Dozvídáme se o osudech postav. Mnoho vesničanů bylo obviněno z čarodějnictví, většina se přiznala, aby unikla smrti, ale odpykávají si dlouhé tresty ve vězení a byl jim zabaven majetek. Dvanáct lidí bylo popraveno a sedm dalších má být za úsvitu oběšeno, mimo jiné John Proctor, Rebeka Nurseová a Martha Coreyová. Giles Corey zemřel, když se z něj soud nátlakem snažil získat přiznání. Kvůli zatýkáním a popravám začal Salem z nedostatku pracovní síly upadat a začalo se šeptat o povstání. Abigail ze strachu ukradla úspory Parrisovi a zmizela. 
Parris, který přišel o všechno, ze zoufalství prosí Danfortha a Hathorna, aby odložili popravy a dostali z obviněných přiznání, neboť se stal terčem výhružek smrtí a chce zabránit povstání. Připojuje se k němu Hale, který má hluboké výčitky svědomí a také prosí, aby zastavili toto šílenství. Danforth ale odmítá, protože by musel popřít legitimitu předchozích rozsudků. Nechá ale předvést Elizabeth, aby svého manžela přesvědčila k přiznání. 
Po dlouhém rozhovoru se manželé konečně usmíří a John se rozhodne přiznat k čarodějnictví, aby se vyhnul trestu. Všichni s úlevou poprosí Johna, aby podepsal písemné přiznání, ale on k jejich překvapení odmítne. Nakonec ho podepíše, ale stejně ho nechce vydat, aby se jeho jméno, kterým se písemně doznává k čarodějnictví, nestalo zhoubou jeho rodiny. Strhne se hádka, která vyvrcholí tím, že John Proctor své přiznání roztrhá. Poté je odveden, aby byl oběšen. Přítomní se ještě snaží uprosit Elizabeth, aby manžela přemluvila, ale ta odmítne s tím, že teď má John svou čest a ona mu ji nemůže vzít. 

## Historická věrnost
Arthur Miller před sepsáním jedné ze svých nejúspěšnějších her podnikl cestu do Salemu, kde studoval oficiální záznamy, které čítaly závěti, listiny, soudní záznamy a přiznání. Přesto, že sám autor uvádí, že ve hře není žádná postava, která by nesehrála podobnou roli v salemských procesech roku 1962, objevuje se zde hned několik historických nepřesností.
Nejvýraznější změnou, kterou Miller provedl, byla změna věku Abigail Williamsové z původních 11 či 12 let na 17 let. Stejná změna byla provedena i u postavy Johna Proctora, kterému bylo v době procesů 60 let. Jejich věk Miller záměrně upravil zřejmě pro účely rozvinutí romance mezi těmito postavami. Není však známo, jestli se jejich poměr zakládá na skutečných historických faktech.   
Thomas Putnam a především jeho žena Ann ve hře přišli o téměř všechny děti a pouze jedno z nich se dožilo adolescence. Ve skutečnosti je však deset z jejich dvanácti dětí dokonce přežilo. Chování Thomase Puthama během procesů bylo hojně zdokumentováno a bylo zapříčiněno především finančními motivy a vyřizováním účtů.    
Mnoho postav bylo založeno na skutečných lidech, kteří se ale kromě svých výpovědí během procesu příliš veřejně neobjevovali. Jiní, například knězi Parris a Hale, se po několika letech k událostem vyjádřili.      
I s malým množstvím informací se Miller snažil co nejlépe vykreslit charaktery těchto postav, i když s určitou mírou vlastní fantazie.      

## Filmové adaptace
Ve filmové podobě se hra poprvé objevila ve francouzsko-německé koprodukci pod vedením režiséra Raymonda Rouleaua podle scénáře Jean-Paul Sartra. Premiéra se konala roku 1956 a objevily se zde hvězdy tehdejšího francouzského filmu jako např. Yves Montand (John Proctor) a Simone Signoretová (Elizabeth Proctorová) 
Americké zpracování spatřilo světlo světa až v roce 1996. Scénář vytvořil sám Arthur Miller a režisérem se stal Nicolas Hytner. V hlavních rolích se zde objevili Daniel Day-Lewis (John Proctor), Jean Allenová (Elizabeth Proctorová) a Paul Scofield (Danforth). Film získal řadu ocenění a nominací na Oscara. 

## Inscenace
V roce 1953 proběhla oficiální premiéra Čarodějek ze Salemu (anglicky The Crucible) na Brodwayi. V originálním představení vystoupili např. Madeleine Sherwood (Abigail Williams), Arthur Kennedy (John Proctor) či Beatrice Straight (Elizabeth Proctor).
Československá premiéra pod názvem Hon na čarodějnice v překladu Milana Lukeše se uskutečnila 5. 10. 1961 v Divadle čs. armády v Praze (dnešní Divadlo na Vinohradech). Inscenaci režíroval Jan Strejček a v hlavních rolích vystoupili Jiřina Jirásková (Abigail Williamsová), Jiřina Bohdalová (Marcy Lewisová), Otakar Brousek (John Proctor) či Antonie Hegerlíková (Elizabeth Proctorová).
Millerova hra se nicméně dočkala mnohých dalších inscenací, například v režii Juraje Deáka v Divadle na Vinohradech, v režii Mikoláše Tyce v Brněnském městském divadle či inscenace Těšínského divadla, kterou režíroval Karol Suszka. Z těch nejaktuálnějších jmenujeme Čarodějky ze Salemu v režii Adama Doležala, které měly premiéru 5. 2. 2022 v Divadle J. K. Tyla v Plzni.  